# 隠れミッキー

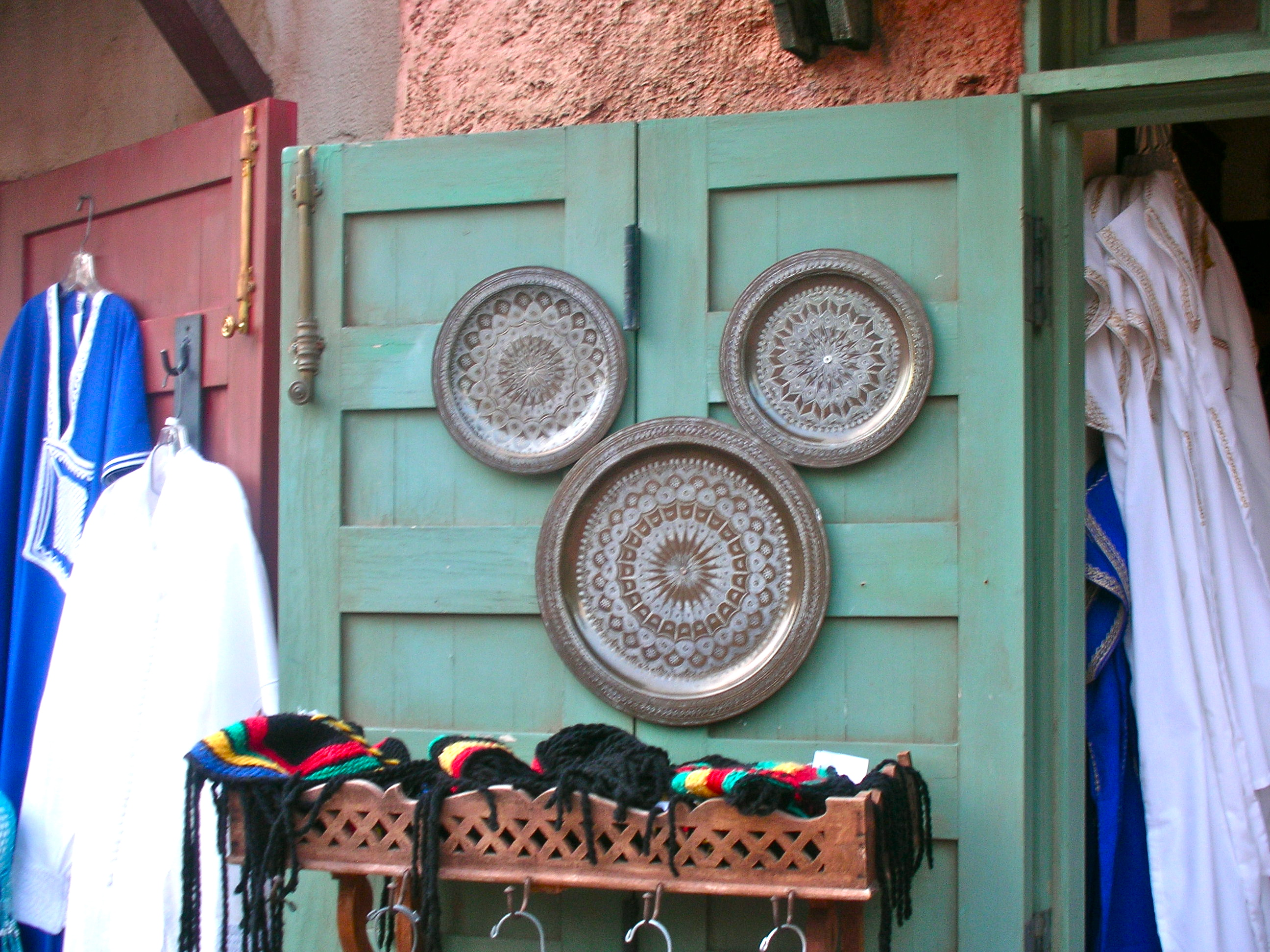
ウォルト・ディズニー・ワールド・リゾートのエプコット、モロッコ館の隠れミッキー

隠れミッキー（かくれミッキー、Hidden Mickey）は、各ディズニーパークなどに存在するミッキーマウスを模した小さなミッキーマーク（またはミッキーフェイス）のこと。ミッキーマークとは丸が3つ並んでおり、それぞれ耳と顔を構成しているマークのことを言う。呼び名は日本語の「隠れミッキー」のほかに、「ミッキーシェイプ」や、英名にちなみ「ヒドゥン・ミッキー」とも呼ばれる。ここでは以降記載するのは「隠れミッキー」に統一する。

## 種類
- 大きい丸の上に、小さい丸を二つ乗せたもの。

- ミッキーマウスの顔の形を分かりやすく表したもの。

- ミッキーマウスの体全体の形を模したもの。

- 「MICKEY MOUSE」の文字を暗示しているもの。

など。

## 概要
隠れミッキーの多くはディズニー・テーマパーク内の地面や壁画などに描かれており、前述にもある通り丸3つで構成されていることが多い。それ以外ではきちんとミッキーマウスの顔が判別できるものもある。また、パーク外でも相当な数の隠れミッキーが存在する。
もともとは、壁画などを手掛けるデザイナーの遊び心から誕生したとされる。また、アトラクション内部にある隠れミッキーがパーク内で多く発見される。アトラクションなどで発生してしまう長蛇の列に並んでいる時間を楽しみの時間にしてほしいというディズニー側からの配慮でもある。
テレビや雑誌、市販のガイドブックなどにも多数の隠れミッキーが紹介される。その中にはあまり隠れていないものから、とても難易度が高いものまである。

## ディズニーパーク

### 東京ディズニーリゾート
パーク内で最も大きい隠れミッキーは、東京ディズニーシー内の昼の水上ショー「ポルト・パラディーゾ・ウォーターカーニバル」、「レジェンド・オブ・ミシカ」(いずれも2020年8月現在は終了)でジェットスキーが波を作り、ミッキーフェイスを描くもので、最も小さい隠れミッキーは、同じく東京ディズニーシーのポートディスカバリーの、パイのワゴン、「ブリーズウェイ・バイツ」近くのアクアトピアのポスターの中にある。

### ディズニーランド
ディズニーランド(カリフォルニア)にも、パーク内やホテルなどに隠れミッキーがある。

### 香港ディズニーランド
香港ディズニーランドにもレストランなど至る所に隠れミッキーが隠されている。

## 雑誌
講談社の雑誌『ディズニーファン』の2003年発行分の号には、表紙に隠れミッキーが描かれていた。

## 種類

### ミッキーフェイス
1番多い隠れミッキー。3つの丸から成るもの以外に横顔（これをディレクターズミッキーと呼ぶ）や、斜めから見たもの、逆さから見たものなども存在する。

### ミッキーフェイス以外の隠れミッキー
東京ディズニーリゾートにはミッキーフェイスではない隠れミッキーが存在し、ミッキーの全身シルエットなどがある。また、変わり種として国際信号旗を使って表した"MICKEY"の単語や、スーベニアメダルの二台並んでいるメダルメーカーにそれぞれ記されたNO.11、NO.18（11月18日はミッキーの誕生日）などがある。また、アトラクションのキャラクターがかぶっていることがあるミッキーのイヤーキャップも隠れミッキーとされる（このイヤーキャップはファンタジーランド内のショップ、マッドハッターで購入することができる）。

### 偶発的に隠れミッキーとなった物
運営側が隠れミッキーと意図して作っておらず、偶然にできた形の崩れた「非公式な」ミッキーフェイスも存在する。これをゲストが隠れミッキーと見なしてうわさが広まり、隠れミッキーとして定着してしまうことがある。

### 他のキャラクター
ミッキー以外にも、ミニー、ドナルド、プルート、グーフィー、ジーニー、プーさん等のフェイスが描かれていることがあり、これらを「隠れミニー」、「隠れドナルド」、「隠れプルート」、「隠れグーフィー」、「隠れジーニー」、「隠れプーさん」等と呼ぶ。これらは隠れミッキーと比べて非常に数が少ないため、見つけるのは困難であるが、隠れミッキーと比べて大きく、目立つことが多い。
隠れプーさんの代表的な例は、東京ディズニーシー内のソアリンファンタスティック・フライトから要塞方面へ続くレンガの壁に存在する。
先述の壁には多数のキャラクターが見つかるので、パレードの待ち時間に探すのもいいだろう。